# Vance D. Brand
Vance DeVoe Brand, född 9 maj 1931 i Longmont, Colorado, är en amerikansk astronaut uttagen i astronautgrupp 5 den 4 april 1966.

## Rymdfärder
- Apollo-Sojuz-testprojektet
- STS-5
- STS-41-B
- STS-35

### Reserv
Vid behov skulle han ha flugit Skylab Rescue tillsammans med Don Lind.